# Rustem Sakijewitsch Chamitow

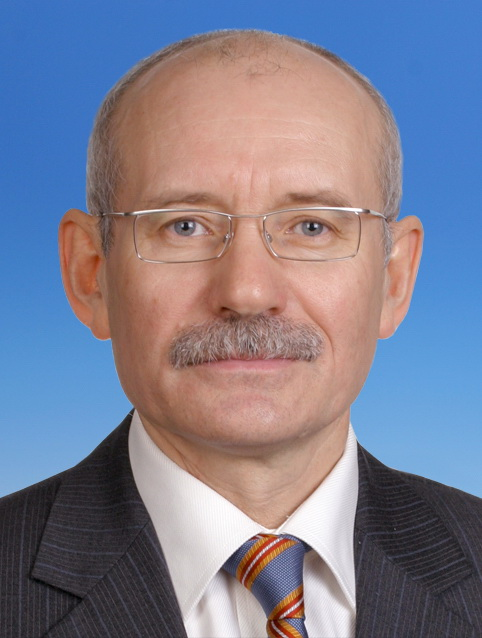
Rustem Chamitow

Rustem Sakijewitsch Chamitow (* 18. August 1954 in Dratschenino, Rajon Leninsk-Kusnezki, Oblast Kemerowo, Russische SFSR, Sowjetunion) ist ein russischer Politiker baschkirischer Herkunft. Von 2010 bis 2018 war er der Präsident der russischen Teilrepublik Baschkortostan.
Rustem Chamitow schloss 1977 ein Studium an der Technischen Hochschule „N. E. Bauman“ in Moskau ab. Danach arbeitete er in verschiedenen Industriebetrieben der Baschkirischen ASSR. In den Jahren des Zusammenbruchs der Sowjetunion begann Chamitow seine politische Karriere. Von 1994 bis 1999 war er Umwelt- und Katastrophenschutzminister der Republik Baschkortostan. 1999 wechselte er ins Katastrophenschutzministerium der Russischen Föderation nach Moskau. Ab 2000 war Chamitow im Stab des Bevollmächtigten Vertreters des Präsidenten der Russischen Föderation für den Föderationskreis Wolga.